# Prezenta (prawo kanoniczne)
Prezenta – w prawie kanonicznym, prawo do przedstawienia kandydata na urząd kościelny lub beneficjum przysługujące władzy lub osobie świeckiej z tytułu jego uposażenia, ogłoszone na soborze trydenckim.
W pierwszych wiekach po Chrystusie zarówno na Wschodzie, jak i na Zachodzie powstawały normy dopuszczające fundatorów do obsadzania duchownych w fundowanych kaplicach i kościołach. Na Wschodzie darczyńcy za zgodą biskupa posiadali prawo nominacji duchownego (Novellae leges 57, c. 2; 123, c. 18) oraz administrowania dobrami kościelnymi (C., I, 3, 54). Z kolei na Zachodzie zasady określające zakres przywilejów ustalały synody. Synod w Orange (441) przyznawał prawo nominacji duchownego biskupowi, który wybudował kościół w innej diecezji (c. 1, C. XVI, q. 5). Takie same rozwiązania przyjął synod w Arles (443 i 453). Analogiczne prawo przyznawał Czwarty Synod w Toledo (633) w stosunku do świeckich fundatorów (c. 31, C. XVI, q. 7) oraz prawo wyboru opata przyznawał klasztorowi i patronowi (cc. 2, 4, C. XVIII, q. 2). Dziewiąty Synod w Toledo (655) wprowadzał zasadę dziedziczenia tego prawa przez następców (c. 32, C. XVI, q. 7) oraz przyznawał fundatorom nadzór nad majątkiem (c. 31, C. XVI, q. 7).
W średniowieczu prawo do prezenty posiadał władca. W Polsce pierwsze zapisy o prawie patronatu możemy odnaleźć już w XI w. W I Rzeczypospolitej królowie mieli prawo prezentowania swoich kandydatów m.in. na biskupów, którzy z tytułu swojej godności wchodzili do senatu państwa. Prawo to dotyczyło również możliwości przedstawiania biskupowi kandydata na proboszcza parafii przez kolatora (zazwyczaj właściciela wsi), zatem proces kształtowania się prawa patronatu obejmował zarówno wyższe instytuty kościelne mające niezależność prawną (między innymi biskupstwa, kolegiaty, klasztory), jak i niższe, czyli kościoły oraz kaplice powstałe we własności prywatnej.
Realizacja przywileju prezenty, który było najważniejszym uprawnieniem przysługującym patronowi, nabierało wyjątkowego znaczenia przy patronacie królewskim (państwowym) w okresie Rzeczypospolitej przedrozbiorowej, kiedy prawo patronatu przeżywało swój „rozkwit”, a przy patronacie królewskim prezenta dotyczyła
głównie obsady urzędu biskupiego. Na tym tle dochodziło do licznych sporów władców ze Stolicą Apostolską już od czasów Kazimierza Wielkiego, który chciał aby prawo prezentacji kandydata na urząd biskupi przeszło wyłącznie do jego kompetencji, ale papież Urban V (1363), widząc zagrożenie niezależności biskupiej od władcy świeckiego odmówił królowi takiego przywileju.